# Kenneth Bøgh Andersen
Kenneth Bøgh Andersen (født 29 november 1976) er en dansk børne- og ungdomsforfatter. Han er kendt for flere bogserier, heriblandt Antboy, Den Store Djævlekrig og Slaget i Caïssa.

## Liv
Kenneth Bøgh Andersen er vokset op i Henne, Lydum, Snekkersten og Ringsted. Han bor nu i Valby. Han har en kone og to børn.

## Karriere
Andersen skrev sin første bog, Nidhugs Slaver, da han gik i tiende klasse. Forlaget, han sendte bogen til, godtog den dog ikke.
Han er uddannet lærer, men har siden 2007 arbejdet som forfatter på fuld tid.
Andersen debuterede i 2000 med fantasy-trilogien Slaget i Caïssa og har efterfølgende udgivet en lang række bøger for børn og unge indenfor fantasy, horror og science fiction. Hans bøger har vundet adskillige priser og er foreløbig udkommet på bl.a. dansk, svensk, norsk, tysk, islandsk, spansk og engelsk.
Andersen har også skrevet bogserien Antboy. Bøgerne er blevet filmatiseret i indtil videre tre film; Antboy (2013), hvor Anderesen har en gæsteoptræden, Antboy: Den Røde Furies hævn (2014) og Antboy 3 (2016).
Andersens største gennembrud og det værk han stadigvæk er mest kendt for er serien Den Store Djævlekrig, hvoraf første bind, Djævelens lærling, er solgt til filmatisering hos norske Maipo Film med adskillige lande involveret.

### Antboy
- Tissemyrens bid (Høst & Søn, 2007)
- Operation Skæbnespil (Høst & Søn, 2007)
- Maskefald (Høst & Søn, 2007)
- Tissemyren Vender Tilbage (Høst & Søn, 2011)
- Slim, Snot og Superkræfter (Høst & Søn, 2011)
- Helte og Skurke (Høst & Søn, 2012)

Antboy vender tilbage
- Myrekryb og Ormehuller (2020)
- Fortidens skygger (2020)
- Det endelige opgør (2021)

### Den Store Djævlekrig
- Djævelens lærling (Høst & Søn, 2005)
- Dødens terning (Høst & Søn, 2007)
- Den forkerte død (Høst & Søn, 2009)
- Ondskabens engel (Høst & Søn, 29. April 2010[4])
- Den faldne engel (2015)
- Den faldne djævel (2016)

### Slaget i Caïssa
- Åbningen – Slaget i Caïssa 1 (Høst & Søn, 2000)
- Tågemandens død – Slaget i Caïssa 2 (Høst & Søn, 2000)
- Skakmat – Slaget i Caïssa 3 (Høst & Søn, 2000)

## Priser
- 2001: Æreslisten, Kulturministeriets Børne- og ungdoms-bogpris (Slaget i Caïssa 1-3)
- 2005: Æreslisten, Kulturministeriets Børne- og ungdoms-bogpris (Himmelherren)
- 2005: Orla-prisen – Bedste Ungdomsbog 2005 (Himmelherren)
- 2006: Kommunernes Skolebiblioteksforenings Forfatterpris (Djævelens Lærling)
- 2006: Orla-prisen – Bedste Børnebog 2006 (Djævelens lærling)
- 2009: Orla-prisen – Bedste Fantasybog 2009 (Dødens terning)
- 2009: BMF's børnebogspris 2009 (Den forkerte død)